# Эдесса
Эдесса (др.-греч. Έδεσσα, арм. Ուռհա, Եդեսիա Урха, Едесия) — древний город на юго-востоке Турции. Современное название города Шанлыурфа (тур. Şanlıurfa). Столица Осроены, важный центр раннего христианства.

## История

### Ранняя история и предания
Первоначально город назывался Адма (арам. אדמא, также Адми, Адмун). Это название появляется в ассирийских клинописных источниках VII в. до н. э. В 304 г. до н. э. Селевк I Никатор основал на этом месте новый город, назвав его Эдессой др.-греч. Ἔδεσσα в честь города Эдессы в македонской области Эматия, исторической столицы античного Македонского царства. Местное сирийское название города было Руху (сир. ܐܘܪܗܝ, др.-греч. Ορρα).
Один из важных центров месопотамской цивилизации, город был посвящён богине Атергатис. Об этом культе свидетельствуют сохранившиеся до настоящего времени два священные пруда, в которых содержались рыбы, посвящённые богине.
Некоторые исследователи производили, однако, это имя от сирийского Haditha, то есть Новгород. Другое имя, полученное городом во время диадохов, — Kallirrhoe или Orrhoe — произошло от посвящённого богине Атергатис, а позднее Аврааму источника или источников, из которых образуется берущий здесь своё начало Скирт (Skirtos, Daisan). Может быть, оно представляет эллинизацию сирийского Urrhoi.

### Осроенское царство
Арыу (132—127 гг. до н. э.) основал здесь в 137 г. (или 132) до н. э., Эдесское царство, называвшееся также Орроенским или Осроенским. Его потомки носили почётное имя Абгар («могущественный»), и вследствие парфянских войн, неоднократно приходили в сношения с римлянами, в основном враждебные.
Существует предание, что Абгар V Уккама (4 г. до н. э. — 7 г. н. э. и 13—50 гг.) состоял в переписке с Иисусом Христом; по его просьбе, Христос послал ему свой собственный «нерукотворный» образ. По тому же преданию, при Абгаре V, апостол Фома начал в Эдесском царстве проповедовать христианское учение; правда, это предание не имеет исторических подтверждений (см. статью Осроена).
При императоре Траяне, Лузий Квиет (Lusius Quietus) разрушил Эдессу, жители которой оказались ненадежными союзниками римского народа, и заставил Эдесское царство платить римлянам дань. Император Адриан облегчил дань и восстановил Эдесское царство, но оно и в последующее время оставалось в зависимости от Рима. Около 216 года, город был превращён в военную римскую колонию под именем Colonia Marcia Edessenorum. В 217 г. здесь был убит император Каракалла. Император Гордиан III, ещё раз около 242 года восстановил Эдесское (Осроенское) царство и поручил его новому Абгару: из потомков старой царской династии; но уже в 244 г., царство снова перешло в непосредственную зависимость от римлян.
В 260 году город осаждали персы под предводительством Сапора I; император Валериан был ими разбит перед воротами города.

### Византия
После распада Римской империи Эдесса отошла к Восточной Римской империи. В этот период усиливается значение этого города в истории христианской церкви. Более 300 монастырей насчитывалось в городе. В ней жил Отец Церкви Ефрем Сирин и находилась школа его последователей. Во время арианских, монофизитских и несторианских ересей в христианском мире Эдесса играла немаловажную роль (см. Варсис Эдесский, Евлогий Эдесский).
При императоре Юстине I (годы правления 518—527) город был разрушен землетрясением, но в скором времени восстановлен и получил новое имя — Юстинополь. Иранский шахиншах Хосров I безуспешно осаждал Эдессу в 544 году.

### Халифат

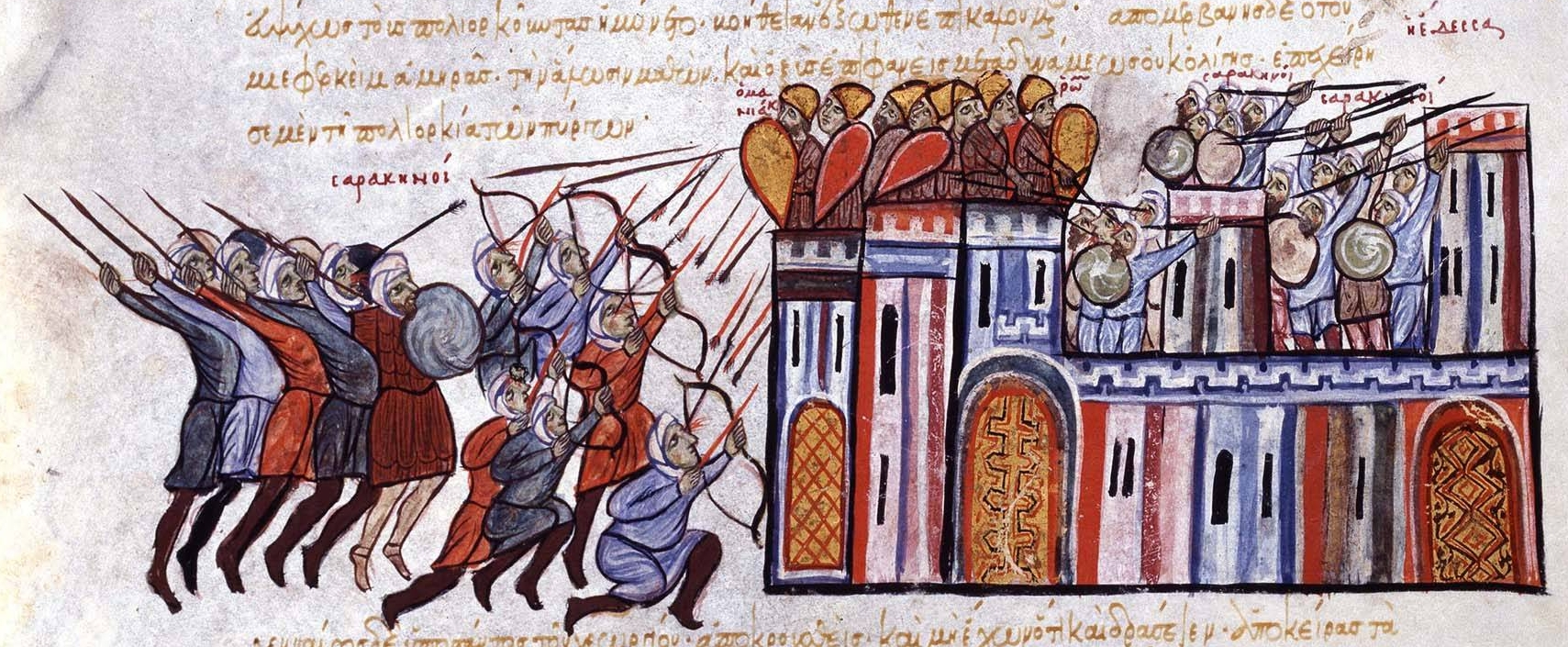
"Сарацины" (арабы) атакуют византийцев в Эдессе. Миниатюра из Мадридского Скилица Иоанна Скилицы.

Переход Эдессы в 641 г. под власть арабских халифов положил конец процветанию здесь христианства, а во время последовавших затем внутренних и внешних войн совсем угасла всемирная слава Эдессы. В 1031 г. византийским императорам удалось завладеть городом, но в течение того же столетия он ещё несколько раз менял своих повелителей. В 1040 г. его заняли сельджуки.

### Эдесское княжество
В 1042 году Эдесса была возвращена в состав Византийской империи, а в 1077 году город был присоединён к армянскому государству Филарета Варажнуни. 
В 1083 году наместник правителя Варажнуни, Смбат Вхкаци, объявил себя независимым правителем Эдессы, но был убит через 6 месяцев правления и город вновь вернулся под власть Варажнуни. 
Через три года Эдесса вновь была завоёвана Сельджукидами, однако после смерти султана Тутуша в 1095 году его наместник в Эдессе армянин Торос стал независимым князем.
В XI—XII вв. в городе жил и работал армянский хронист Матфей Эдесский (Маттеос Урхаеци).

#### Список правителей Эдессы в XI веке
| Годы правления | Имя правителя      | Род (династия) | Титулы                  | Дополнительные сведения                                                 |
| -------------- | ------------------ | -------------- | ----------------------- | ----------------------------------------------------------------------- |
| 1032—1032      | Георгий Маниак     |                | протоспафарий, стратиг  | Византийский наместник                                                  |
| 1032—1036      | Лев Лепендрин      |                |                         | Византийский наместник                                                  |
| 1037—1038      | ? Апокап           | Апокапы        | ишхан                   | Византийский наместник                                                  |
| 1038—1038      | Варазваче Торникян | Торникяны      | протоспафарий, стратиг  | Византийский наместник                                                  |
| 1057—1058      | Аарон              | Комитопули     | магистр, дука           | Сын царя Болгарии Ивана Владислава. Византийский наместник.             |
| 1059—1059      | Иоанн Дукица       |                | катепан                 | Византийский наместник                                                  |
| ?—1062         | Даватанос          | Диаватины?     | дука                    | Византийский наместник                                                  |
| 1065—1065      | ? Апокап           | Апокапы        | ишхан, дука             | Византийский наместник                                                  |
| 1066—1067      | Пигонит            |                |                         | Византийский наместник                                                  |
| 1068—1070      | Василий Алусиан    | Комитопули     | дука                    | Внук царя Болгарии Ивана Владислава. Византийский наместник.            |
| 1071—1071      | Павел              |                | проэдр, катепан         | Византийский наместник                                                  |
| 1072—1077      | Левон Даватанос    | Диаватины?     |                         | Византийский наместник                                                  |
| 1077—1083      | Василий Апокап     | Апокапы        | магистр, дука           | Сын Абукара, наместник Филарета Варажнуни                               |
| 1083—1083      | Смбат Вхкаци       | Вхкаци         | дука                    | Сын архонта Баграта Вхкаци, избран Советом 12-ти ишханов, правил 6 мес. |
| 1083—1086      | Филарет Варажнуни  | Врахамии       | севаст, куропалат, дука | Прямое правление Варажнуни                                              |
| 1086—1086      | Паракаманос (?)    |                | паракимомен (?), дука   | Наместник Филарета Варажнуни                                            |
| 1086—1086      | Парсам             |                | ишхан, дука             | Он же Парсама, Барсума или Варсам. Офицер армии Варажнуни               |
| 1086—?         | Ксулук             |                |                         | Наместник сельджукидского султана Мелик-шаха                            |
| 1092—1098      | Торос              | Хетумиды       | куропалат, дука         | Наместник султана Тутуша до 1095 года                                   |

### Крестоносцыиграфство Эдесское
В 1098 году, во время первого крестового похода брат Готфрида Бульонского, граф Балдуин, легко овладел городом при содействии его жителей и сделал его главным городом своего Эдесского графства. Более полустолетия просуществовало Эдесское графство под властью различных франкских князей как передовой оплот Иерусалимского королевства против турок. В непрерывных войнах с мусульманами франки держались стойко и храбро, но, наконец, при графе Жослене II повелителю Мосула Имад ад-Дину Занги удалось в 1144 году взять город приступом.
В XII веке основную часть населения Эдессы составляли сирийцы и армяне.
Снова здесь воцарился ислам, и все христианские храмы были обращены в мечети. Попытка жителей Эдессы в 1146 году стряхнуть с себя мусульманское иго окончилась гибелью города: они были разбиты сыном и преемником Занги, Нур ад-Дином. Оставшиеся в живых обращены в рабство, а самый город разрушен. Судьба его с этого времени полна превратностей: им овладевали султаны египетские и сирийские, монголы, тюрки (его разрушали войска Тимура в 1391 г.), туркмены и персы, пока, наконец, не завоевали его в 1637 году турки. Под их властью город стал подниматься из развалин за счет местного преимущественно нетурецкого населения. В 1894—1895 проводя политику уничтожения и геноцида  этнически нетурецкого населения, в первую очередь армян, власти вырезали значительную часть жителей города.
От древнего города уцелели городские стены и стены вокруг цитадели.

### Переселенцы из Эдессы
В XVIII веке группы христиан из Эдессы переселялись на территорию Российской империи. В частности, ими было основано село Эдиссия в современном Ставропольском крае, население которого, будучи армянским, довольно долго сохраняло турецкий язык.

### Урфа-Эдесса в начале XX века

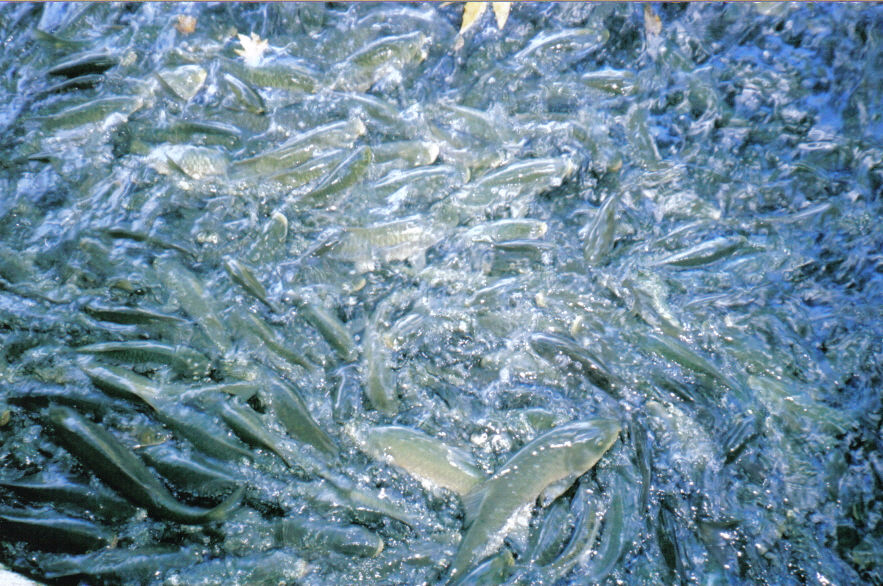
Карпы в пруду, посвященном Аврааму.

Эдесса под именем Урфы (Urfa) в начале XX века представляла собой административный центр вилайета Урфа с населением приблизительно в 130 тысяч человек. В Эдессе насчитывалось до 75 % христиан и только 25 % мусульман, но господствующим языком был турецкий. Здесь располагались два миссионерских заведения и одна американская школа. Промышленность в Эдессе-Урфе была развита не особенно широко: вырабатывались шерстяные ткани, золотые изделия, сафьян и сафьяновые изделия. Велась торговля английскими мануфактурными товарами из Алеппо и пшеницей.
От Эдессы здесь оставались развалины старой крепости с колоссальными колоннами доримского времени (по преданию, здесь был дворец библейского Немврода) и катакомбами в скалах.
Другая достопримечательность, которую на Востоке считают местом пребывания Авраама — посвящённая ему мечеть с прудом, наполненным священными рыбами.